# Rhynchina perangulata
Rhynchina perangulata là một loài bướm đêm trong họ Erebidae.